# Christian III Maurice de Saxe-Mersebourg
Christian III Maurice, né le 7 novembre 1680 à Mersebourg et mort le 14 novembre 1694, est brièvement duc de Saxe-Mersebourg en 1694.

## Biographie
Fils aîné du duc Christian II de Saxe-Mersebourg et d'Erdmuthe de Saxe-Zeitz, il succède à son père, mort le 20 octobre 1694, mais meurt moins d'un mois plus tard. Son frère cadet Maurice-Guillaume lui succède. Durant la minorité des deux ducs, la gestion du duché est assurée par l'électeur Frédéric-Auguste Ier de Saxe.